# Josep Maria Armangué i Feliu
Josep Maria Armangué i Feliu   (Barcelona, 25 d'agost de 1890 - el Prat de Llobregat, 30 d'octubre de 1917) fou un empresari, dissenyador i pilot d'automobilisme català. Metge de formació, redactor d'esports al magazine Stadium i afeccionat a l'esport en general, destacà especialment com a pilot i dissenyador d'autocicles, havent estat un dels protagonistes de l'automobilisme al país a començaments del segle xx. Creà el David, un autocicle de fabricació catalana, i promogué la fundació de l'empresa Fábrica Nacional de Cyclecars David, activa fins a finals de la dècada de 1950.

## Resum biogràfic
Va néixer al carrer Magdalenes de Barcelona, fill del doctor Josep Armangué i Tuset i de la seva esposa, Antònia Feliu i Soley, naturals ambdós de Barcelona. Josep Maria Armangué va seguir la tradició familiar i es doctorà en Medicina. Afeccionat a la competició i als esports del motor, a 17 anys el Centre Excursionista de Catalunya el va seleccionar per a participar en la Copa del President de la República Francesa de bobsleighs. En no haver-hi prou neu la competició es va anul·lar i Armangué, aleshores, va instal·lar a l'artefacte les rodes d'una bicicleta, imitant allò que als països anglòfons es coneixia aleshores com a down-car i, actualment, com a gravity racer o soapbox (petites plataformes amb rodes que es coneixen en català com a carretons). Amb aquesta ràpida andròmina, practicava tot baixant per la carretera de la Rabassada i la de Vallvidrera amb els seus germans fins que, cansat d'arrossegar el vehicle muntanya amunt, se li acudí de fabricar un motor de quatre temps i instal·lar-l'hi. Aquesta fou la base del primer prototipus d'autocicle David, el qual prengué el nom del rei bíblic.
Uns anys més tard, amb el prototipus ja plenament evolucionat i competitiu, fundà l'empresa Fàbrica Nacional de autociclos David juntament amb el seu germà Frederic Armangué i Feliu, els germans Ramon i Josep Maria Moré, Ferran Comas, els germans Puig, Arruga i altres afeccionats. L'empresa, inicialment amb fàbrica als tallers Juanico de l'Avinguda del Tibidabo, es constituí el 14 de juliol de 1914. Aviat es traslladaren al carrer Pallars del Poblenou i el 1915 ja produïren 100 unitats de vehicles. Durant anys, els autocicles David dominaren les competicions d'aquesta mena de petits automòbils arreu de la península Ibèrica.
Amb els anys, l'empresa fundada per Josep Maria Armangué anà evolucionant i, després de la seva mort, s'especialitzà en el negoci del taxi (mantenint, però, la fabricació de vehicles comercials). Una branca de la família va seguir vinculada a l'automobilisme amb la Casa Armangué -ubicada a la Rambla de Catalunya i activa fins al 2010 com a taller de reparacions i recanvis-, mentre el gruix principal del negoci es traslladà el 1931 al carrer d'Aribau, on l'arquitecte Ignasi Mas els va construir un gran edifici que fins al 1958 va albergar el taller i el garatge dels taxis, dels quals n'arribaren a tenir 1.000. Hom coneix encara aquell edifici com a Edifici David. Durant la dècada de 1950, a més, David fabricà un conegut microcotxe de tres rodes, el David.
Morí en un accident d'aviació produït en el Camp de la Volateria del Prat de Llobregat, juntament amb el pilot Salvador Hedilla, director de l'Escola Catalana d'Aviació. El Reial Moto Club de Catalunya organitzà el I Trofeu Armangué d'autocicles en memòria seva.

## Èxits esportius
Com a pilot d'automobilisme, Josep Maria Armangué aconseguí diversos èxits, entre ells la medalla de plata en la II Prova de Regularitat i Turisme, on feu debutar en competició el David, la victòria el 1916 en la categoria d'autocicles de la I Volta a Catalunya Motociclista i la victòria en la categoria Turisme el 1917 a la V Pujada als Brucs.
El 4 de juny de 1916, un dels seus autocicles David guanyà la cursa Barcelona-Madrid-Barcelona, organitzada pel Reial Moto Club de Catalunya, amb un temps total de 28 hores, 28 minuts i 24 segons. Els pilots n'eren els seus cosí Lluís i el seu germà Frederic.